# Галісійська мова
Галісійська мова (гал. galego, МФА: [ɡaˈleɡo]) — мова західноіберійської гілки романських мов, якою розмовляють в Галісії, автономній області з конституційним статусом «історичної національності», розташованій в північно-західній Іспанії. Галісійська мова (разом із португальською) походить із середньовічної галісійсько-португальської мови. Хоча ці дві мови часто вважаються двома діалектами однієї мови, норми писемності у них досить відмінні.
У липні 2003 року Академія галісійської мови дещо змінила нормативи мови, включаючи деякі архаїчні форми галісійсько-португальської, збережені в сучасній португальській мові. Ці зміни вважаються спробою узгодити головні тенденції філології галісійської мови і представити, за словами Академії, «нормативи, бажані для 95 % галісійців». Вважається також, що нормативи 2003 року проголошують кінець так званої «Війни нормативів» між різними точками зору на взаємозв'язки між сучасними галісійською і португальською мовами.
Від 1963 року щорічно 17 травня відзначається День галісійської літератури (гал. Día das Letras Galegas).

## Діалекти

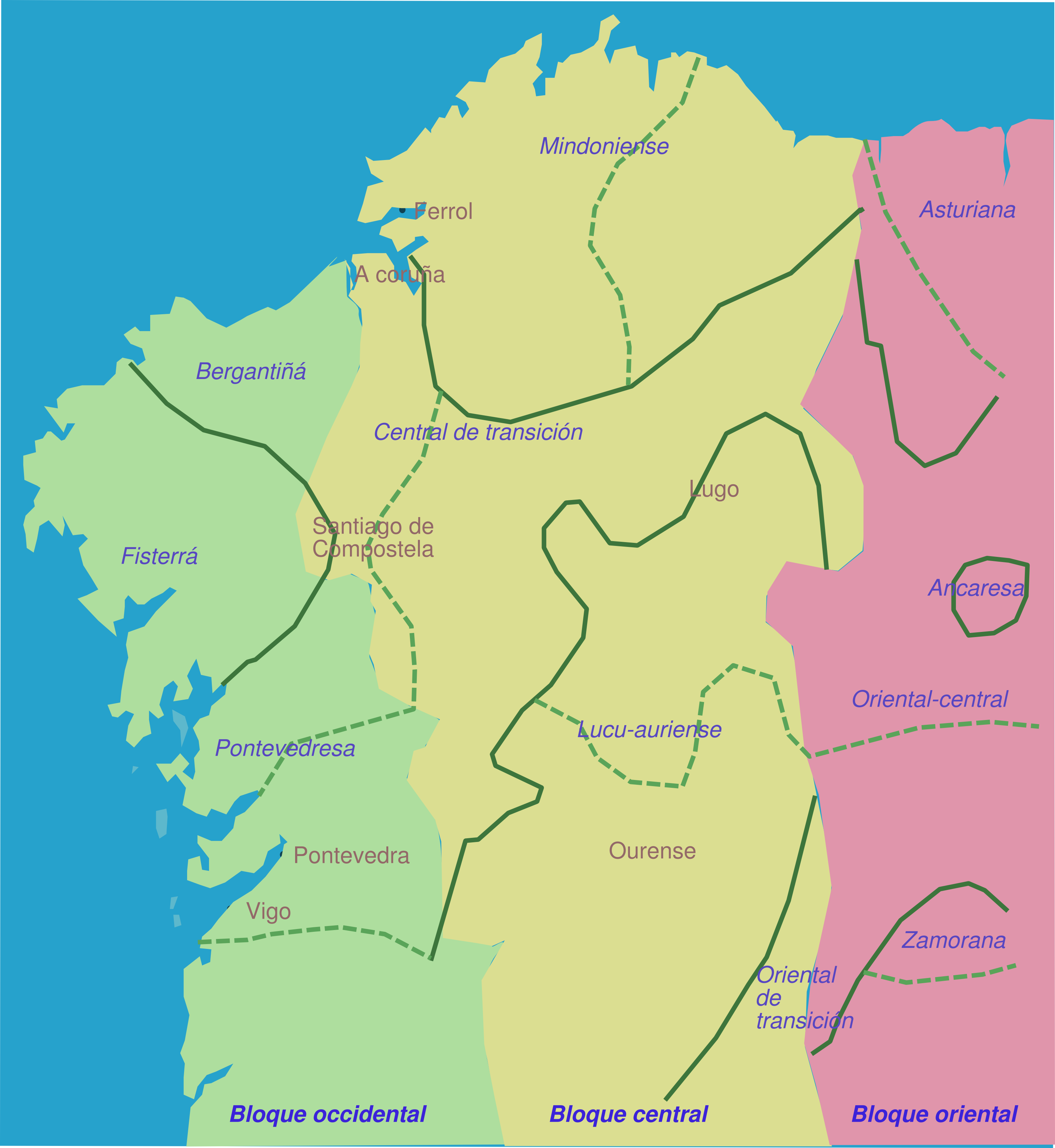
Галісійські діалекти

У галісійській мові виділяють три діалекти, кожен з яких має свої особливості. Західний діалект поширений в районі Ріас Бахас (ісп. Rías Bajas, гал. Rías Baixas), аж до Сантьяго-де-Компостела. Центральний діалект займає велику частину території Галісії, а східний діалект поширений на крайньому сході Галісії і в прикордонних зонах Леона і Самори. Основними відмінностями цих діалектів є gheada і seseo.

### Географічне розповсюдження
Галісійською розмовляють понад 3 млн осіб в Галісії і галісійських громадах в Іспанії (Мадрид, Барселона), в Америці (насамперед у Буенос-Айресі, Каракасі, Монтевідео, Гавані і Мехіко) і в Європі. Крім Галісії на галісійський також говорять на заході Ель Б'єрсо (Леон) і в селі Санабрії (Самора), згідно з угодою між Управлінням освіти уряду Галісії і Управлінням освіти Кастилії і Леона, в цих місцях ведеться викладання галісійської мови.
У трьох муніципіях Касереса в долині Халама (Вальверде дель Фресно, Ельхас і Сан-Мартін-де-Тревехо) розмовляють мовою фалі (ісп. Fala de Xálima), з приводу якої серед учених немає згоди в тому, чи є вона самостійною мовою, разом з галісійською і португальською, або ж є давньопортугальською з леонським і іспанським суперстратом.
Деякі також стверджують, що мову (еонав'єго або галісійсько-астурійська) якою розмовляють у прикордонних селах Астурії що належать до комарки Ео-Навія (ісп. Eo-Navia), також є галісійською.

## Історія

### Виникнення галісійської мови
Галісійська мова розвинулася з народної латини. Зміна латини в галісійську мову йшла поволі і тому складно сказати, коли саме латина перестала бути латиною і стала галісійською мовою. Деякі галісійські вчені вважають, що вже у VIII столітті були відчутні зміни між церковною офіційною мовою латини і мовою населення.

### XII—XV сторіччя
З XII століття галісійська мова стає основною мовою лірики Іберійського півострова, з вуст трубадурів лунали вірші галісійською мовою при багатьох іспанських дворах. Також за межами Галісії багато поетів складали вірші галісійською. Створений у 1196 році гімн Шоана Соареса де Павія (гал. Xoán Soares de Pavia) «Ora faz ost'o senhor de Navarra» є найстародавнішим з відомих літературних текстів галісійською мовою.

### Темні сторіччя
Хоча протягом XVI—XVIII століть галісійська мова залишалась найпоширенішою мовою в Галісії, практично немає літературних творів, створених галісійською в цей час. У Галісії ця епоха названа «Темними століттями» (гал. Os Séculos Escuros).

### Літературне відродження: Росалія, Куррос і Пондаль
1863 рік визначається як початок так званого Решурдіменто (гал. Rexurdimento, «відродження») — мовного і літературного відродження галісійської мови. Цього року були опубліковані «Cantares gallegos» (Галісійські пісні) Росалії де Кастро (гал. Rosalía de Castro). Праця цієї поетеси разом з працями Мануеля Курроса Енрікеса (гал. Manuel Curros Enríquez) «Aires da miña terra» (Вітри моєї землі, 1880) і Едуардо Пондаля (гал. Eduardo Pondal) «Queixumes dos pinos» (Шум смерек, 1886) є відродженням галісійської мови в іспанській літературі.

### З 1975: Легалізація та війна нормативів
З приходом до влади Франсіско Франко, галісійця за народженням, офіційне використання галісійської мови було заборонене. Причиною цієї заборони було прагнення Франко централізувати Іспанію й поставити бар'єр локальному націоналізмові, особливо, в Галісії, Басконії і Каталонії. Заборона використання регіональних мов і придушення культурних особливостей здавалася режиму Франко відповідним засобом для цього. Лише в останні роки правління Франко й, особливо, після його смерті в 1975 році, розпочався процес відродження галісійської мови. Разом з відродженням мови розпочалася безперервна суперечка прихильників різних точок зору на основи нормативізації галісійської мови.
На одному боці знаходяться так звані реінтеграціоністи, що виступають за входження галісійської в єдиний мовний простір з португальською. На іншій — автономісти, чиєю метою є позиціонування галісійської мови як самостійної романської мови разом з іспанською й португальською. Окрім цих основних груп існують інші течії, переважно усередині реінтеграціоністів. Відсутність єдності в питанні нормативізації галісійської мови допровадила до різних суперечок щодо орфографії, морфології й лексикології, а також до різних оцінок минулого та сьогодення галісійської мови.

## Лінгвістична характеристика

### Фонетика і фонологія

#### Голосні
У галісійський мові в наголошеній позиції 7 голосних звуків (на відміну від португальської, чия система голосних включає 12 фонем, і іспанської з 5 голосними фонемами): /i/, /e/, /ɛ/, /a/, /ɔ/, /o/, /u/. Різниця між /e/ і /ɛ/, і між /ɔ/ і /o/ в ступені відвертості: /ɛ/ і /ɔ/ відкритіші чим /e/ і /o/. Система голосних галісійської мови збігається з системою голосних народної латини.
У ненаголошеній позиції число голосних скорочується до 5, оскільки зникають відмінності між /e/ і /ɛ/, і між /ɔ/ і /o/.
На відміну від португальської мови назалізація не є відмінною рисою галісійської, хоча вона присутня в дзвінкому велярному носовому згідному [ŋ], який зустрічається як в середині слова (canseira — «втома»), так і в кінці (corazón — «серце» camión — «вантажівка»). У галісійській мові 16 дифтонгів, низхідних (перший голосний має велику відвертість, ніж другий) і висхідних (відвертість другого голосного більша, ніж першого).

## Приклад
"Заповіт" Т.Шевченка галісійською мовою (переклав Хесус Алонсо-Монтеро)
| TESTAMENTO Cando eu morra, poñédeme nun outeiro no medio da chaira inmensa d'esta miña Ucrania adorada, pra que eu vexa os campos sin fin o Dnieper i-as suas ribeiras bravas e pra que eu sinta o seu fungar. Cando Dnieper arrastre cara o mar azul, lonxe de Ucrania, o sangue do enemigo, d'aquela eu abandonarei os outeiros e abandonarei os campos e voarei deica o ceo pra rezar a Deus, mais si moito tempo despois esto non sucedeu eu non quero coñecer a Deus. Vós entón enterrádeme, erguédeos rompede ó fin, rompede as vosas cadeas e rasgade a libertade co sangue do enemigo. Mais tarde, xa na gran familia, a familia libre e nova, non vos esquezades de mim con palabras doces, suaves. |

Джерело: Українська бібліотека